# Женская сборная Норвегии по волейболу
Женская национальная сборная Норвегии по волейболу (норв. Norges kvinnelandslaget i volleyball) — представляет Норвегию на международных соревнованиях по волейболу. Управляющей организацией выступает Норвежская федерация волейбола (норв. Norges Volleyballforbund — NVBF).

## История
Начало развития волейбола в Норвегии относится к 1935 году. Именно в это время секретарь Спортивной федерации трудящихся страны Рольф Хольмо привёз из СССР, в котором был с визитом, сведения о новой игре. В 1946 была образована Норвежская федерация волейбола, в 1949 присоединившаяся к ФИВБ.
Дебютом на международной арене для женской сборной Норвегии стало выступление в волейбольном турнире, проходившем в августе 1953 года в Бухаресте в рамках Всемирного фестиваля молодёжи и студентов. Первый свой матч норвежские волейболистки провели 5 августа против команды Франции и уступили 0:3. На следующий день сборная Норвегии обыграла датчанок с тем же счётом, а затем проиграла сборным Австрии и СССР всё так же в трёх партиях.
В дальнейшем, вплоть до 1981 года, норвежская женская сборная играла лишь в товарищеских матчах и только в мае 1981 впервые приняла участие в официальном турнире под эгидой Европейской конфедерации волейбола, выступив отборочном турнире чемпионата Европы 1981. До 1993 года национальная команда Норвегии практически регулярно была среди участников квалификации европейских первенств, но без успеха. В период же с 1994 по 2004 норвежки вообще на официальной международной арене появились лишь раз — в отборочном турнире чемпионата мира 2002. И в последующее время норвежские волейболистки в квалификационных соревнованиях первенств Европы и мира выступали нерегулярно и неудачно, следствием чего является низкий международный рейтинг сборной страны.

## Результаты выступлений

### Чемпионаты мира
В чемпионатах мира 1952-1998 (основной и отборочный турниры) сборная Норвегии участия не принимала.
- 2002 — не квалифицировалась
- 2006 — не квалифицировалась
- 2010 — не участвовала
- 2014 — не участвовала
- 2018 — не квалифицировалась
- 2022 — не квалифицировалась
- 2025 — не участвовала

### Чемпионаты Европы
В чемпионатах Европы 1949-1979 (основной и отборочный турниры) сборная Норвегии участия не принимала
| - 1981 — не квалифицировалась - 1983 — не квалифицировалась - 1985 — не квалифицировалась - 1987 — не квалифицировалась - 1989 — не квалифицировалась - 1991 — не участвовала - 1993 — не квалифицировалась - 1995 — не участвовала - 1997 — не участвовала - 1999 — не участвовала - 2001 — не участвовала - 2003 — не участвовала | - 2005 — не участвовала - 2007 — не квалифицировалась - 2009 — не квалифицировалась - 2011 — не участвовала - 2013 — не участвовала - 2015 — не квалифицировалась - 2017 — не квалифицировалась - 2019 — не квалифицировалась - 2021 — не квалифицировалась - 2023 — не квалифицировалась - 2026 — не участвовала |

### Северный чемпионат
Проводился в 1966—2002 по чётным годам среди сборных команд стран Скандинавии и Финляндии
- 2-е место — 1984, 1986, 1988, 1990, 1992, 1996.
- 3-е место — 1982, 1994, 1998.
- 4-е место — 1968, 1970, 1972, 1976, 1978, 1980, 2000, 2002.
- не участвовала — 1966, 1974.

### Кубок весны
Женская сборная Норвегии дважды становилась бронзовым призёром (в 1985 и 1986 годах) традиционного международного турнира Кубок весны (Spring Cup), который ежегодно (с 1962 для мужских и с 1973 для женских сборных команд) проводился по инициативе федераций волейбола западноевропейских стран.

## Состав
Сборная Норвегии в квалификации чемпионата Европы 2023
| №  | Имя, фамилия         | Год рождения | Рост | Амплуа      | Клуб                      |
| -- | -------------------- | ------------ | ---- | ----------- | ------------------------- |
| 1  | Милле-Сульвик Кьосос | 1999         | 180  | центральная | «Слидрехт Спорт»          |
| 3  | Дженни Юлибё         | 2000         | 178  | нападающая  | «Фёрде»                   |
| 4  | Малин Шейе           | 1995         | 184  | центральная | «ТИФ-Викинг» Берген       |
| 5  | Мартине Гилье        | 1998         | 171  | либеро      | «ТоппВоллей Норге» Саннес |
| 7  | Юлия Телле           | 2003         | 178  | нападающая  | «ТоппВоллей Норге» Саннес |
| 8  | Вильде Йохансен      | 2001         | 177  | нападающая  | «Рандаберг»               |
| 9  | Ане-Терезе Остебёль  | 1997         | 184  | центральная | «Колл» Осло               |
| 10 | Лиепа Лавикюте       | 2003         | 184  | нападающая  | Университет штата Орегон  |
| 11 | Аурора Хокстад       | 2004         | 180  | нападающая  | «Тромсё»                  |
| 13 | Эйрил Йенсен-Исаксен | 2003         | 180  | связующая   | «ТоппВоллей Норге» Саннес |
| 14 | Мария Осмул          | 2001         | 177  | связующая   | «Рандаберг»               |
| 15 | Сири Беннингхофф     | 2003         | 171  | нападающая  | «ТоппВоллей Норге» Саннес |
| 16 | Марта Гундерсен      | 2000         | 172  | либеро      | «Фёрде»                   |

- Главный тренер —  Элко Бейл.
- Тренер —  Витор де Лима Маседо.